# 腓特烈斯霍尔姆
腓特烈斯霍尔姆（德語：Friedrichsholm）是德国石勒苏益格－荷尔斯泰因州的一个市镇。总面积7.13平方公里，总人口415人，其中男性212人，女性203人（2011年12月31日），人口密度58人/平方公里。